# 佐恩引理
佐恩引理（Zorn's Lemma）也被称为库拉托夫斯基-佐恩（Kuratowski-Zorn）引理，是集合论中一个重要的定理，其陳述為：

在任何一非空的偏序集中，若任何链（即全序的子集）都有上界，則此偏序集内必然存在（至少一枚）极大元。

佐恩引理是以数学家马克斯·佐恩的名字命名的。
具体来说，假设{\displaystyle (P,\leq )}是一个偏序集，它的一个子集{\displaystyle T}称为是一个全序子集，如果对于任意的{\displaystyle s,t\in T}有{\displaystyle s\leq t}或{\displaystyle t\leq s}。而{\displaystyle T}称为是有上界的，如果{\displaystyle P}中存在一个元素{\displaystyle u}，使得对于任意的{\displaystyle t\in T}，都有{\displaystyle t\leq u}。在上述定义中，并不要求{\displaystyle u}一定是{\displaystyle T}中的元素。而一个元素{\displaystyle m\in T}称为是極大的，如果{\displaystyle x\in T}且{\displaystyle x\geq m}，则必然有{\displaystyle x=m}。
佐恩引理、良序定理和选择公理彼此等价，在集合论的策梅洛-弗蘭克爾公理基础上，上述三者中从任一出发均可推得另外两个。佐恩引理在数学的各个分支中都有重要地位，例如在证明泛函分析的哈恩-巴拿赫定理，證明任一向量空间必有基，拓扑学中证明紧空间的乘积空间仍为紧空间的吉洪诺夫定理，和抽象代数中证明任何含幺环的真理想必然包含于一个极大理想和任何域必然有代数闭包的过程中，佐恩引理都是关键。

## 应用举例
佐恩引理的一个典型应用是证明任何一个环{\displaystyle R}必然有极大理想。用{\displaystyle P}来表示{\displaystyle R}的所有真理想（即{\displaystyle R}的所有双边理想，且该理想是{\displaystyle R}的真子集）。在{\displaystyle P}中引入一个偏序，定义为集合的包含关系，那么{\displaystyle P}中必然有一个极大元素，并且这个元素是{\displaystyle R}的真子集，从而{\displaystyle R}有一个极大理想。
为了应用佐恩引理，需要证明{\displaystyle P}的任何一个全序子集{\displaystyle T}都有一个上界，即存在一个理想{\displaystyle I}满足{\displaystyle I\subsetneq R}并且{\displaystyle I}比{\displaystyle T}中任何一个元素都大。现取{\displaystyle I}为{\displaystyle T}中所有理想的并。可以证明，{\displaystyle I}是一个理想：如果{\displaystyle a}和{\displaystyle b}是{\displaystyle I}中的两个元素，那么必然存在{\displaystyle T}中两个理想{\displaystyle J,K\in T}满足{\displaystyle a\in J,b\in K}。注意{\displaystyle T}是一个全序集，所以必然有{\displaystyle J\subset K}或者{\displaystyle K\subset J}，从而有{\displaystyle a,b\in J}或{\displaystyle a,b\in K}。無論是哪種情況，均有{\displaystyle a+b\in I}。而且，对于任何{\displaystyle r\in R,a\in I}都可以证明{\displaystyle ar,ra\in I}。由此，{\displaystyle I}是{\displaystyle R}的一个理想。
现在考虑证明的核心部分：利用{\displaystyle I=R}充要于{\displaystyle 1\in I}，可以证明{\displaystyle I}一定是{\displaystyle R}的真子集。因为如果{\displaystyle 1\in I}，那么必然有某个{\displaystyle J\in T}满足{\displaystyle 1\in J}，这意味着{\displaystyle J=R}。但{\displaystyle R\notin P}，從而{\displaystyle R\notin T}，矛盾。
这样，利用佐恩引理，{\displaystyle P}必然包含一个極大元，而这个元素就是{\displaystyle R}的一个极大理想。
注意这个结论只在{\displaystyle R}是单位环的时候成立，在{\displaystyle R}不是单位环的情形下，一般而言这个结论是不成立的。

## 从选择公理证明佐恩引理的思路
假设佐恩引理不成立，那么存在一个非空的偏序集{\displaystyle (P,\leq )}，使得它的任何一个全序子集都有上界，但{\displaystyle P}中任何元素都不是极大元素。然後，对于任何一个全序子集{\displaystyle T}，可以定义一个相對應的元素{\displaystyle b(T)}，使其嚴格大于{\displaystyle T}的任意元素，因為{\displaystyle T}有一個上界，{\displaystyle P}中又必然存在一個元素嚴格大於這個上界。为了确實地定义函數{\displaystyle b}，我們需要用到选择公理。
利用函数{\displaystyle b}，可以構造{\displaystyle P}的一个全序子集{\displaystyle a_{0}<a_{1}<\dots }，这里作为下标的指标集不仅可以是自然数，也可以是序数。事实上，所有序数組成一個真類，粗略地說，可以認為序数的數目大于任何集合的基数，{\displaystyle P}也不例外。所以这个序列終會穷尽，這樣就导出了矛盾。
上述的序列可以利用超限归纳法构造：{\displaystyle a_{0}}可以选择为{\displaystyle P}中任意元素，而对于任意一个序数{\displaystyle w}，定义{\displaystyle a_{w}=b(\{a_{v}\mid v<w\})}，注意{\displaystyle a_{v}}是全序的，所以{\displaystyle a_{w}}的定义是合理的。
事实上这个证明的结论略强于佐恩引理：

如果{\displaystyle P}是一个偏序集，并且它的任何一个良序子集都有上界，那么对于{\displaystyle P}的任意元素{\displaystyle x}而言，{\displaystyle P}中有一个大于等于{\displaystyle x}的極大元。换言之，存在一个可以与{\displaystyle x}比较的極大元。

我们也可以直接应用选择公理证明佐恩引理：
根据选择公理，对于一个偏序集{\displaystyle P}的所有非空子集{\displaystyle X}在存在一个选择函数{\displaystyle f}使得{\displaystyle f(X)\in X}。从{\displaystyle P}本身开始：考虑{\displaystyle p_{0}=f(P)}，如果{\displaystyle p_{0}}是极大元素则终止，否则构造{\displaystyle p_{1}=f(X)}，这里{\displaystyle X=\{x\in P|p_{0}<x\}}，如果{\displaystyle p_{1}}是极大元素则终止，否则用相同的技术构造{\displaystyle p_{2}}。
于是我们获得了{\displaystyle P}一个全序子集:

{\displaystyle p_{0}<p_{1}<p_{2}<...<p_{\omega }<\ldots }

根据假设上述全序子集是有上界的。如果上界是上述全序子集中的元素则终止，否则继续上述步骤，最终总能够穷尽{\displaystyle P}
不过需要说明的是上述证明并没有阐明为何最终能够穷尽{\displaystyle P}，是一个不够严格的证明。见于 Lectures on the Hyperreals -- An Introduction to Nonstandard Analysis 一书。(亦可參考哈特格斯數和Bourbaki-Witt theorem兩個條目)

## 历史
佐恩引理在1922年首先被库拉托夫斯基所发现，1935年佐恩亦独立地发现此结论。

## 文献
- Wolk E S. SOME FORMS OF ZORN's LEMMA[J]. Canadian Mathematical Bulletin, 1983, 26(3): 365.